# Увайфо, Виктор
Виктор Эфоса Увайфо (англ. Victor Uwaifo, йоруба Victor Uwaifo; 1 марта 1941, Бенин-Сити, штат Эдо, Колония и протекторат Нигерия — 28 августа 2021, Бенин-Сити, Нигерия) — нигерийский музыкант, писатель
, композитор, скульптор, изобретатель музыкальных инструментов, педагог. Доктор наук (2011).

## Биография
С 1957 по 1961 год учился колледже Святого Григория в Лагосе. В 1961—1963 годах изучал графику в Технологическом колледже Яба, штат Лагос, в 1997 году стал магистром искусства Бенинского университета. Преподавал на факультете изящных и прикладных искусств Бенинского университета.
Играть на гитаре начал когда ему было 12 лет. На его самые ранние популярные музыкальные сочинения повлияли записи испанской и латиноамериканской музыки. Участник музыкальных коллективов Fred Coker & His Central Modernaires Dance Band , Joe Nez & His Orchestra , Sir Victor Uwaifo & His Melody Maestroes , The Empire Rhythm Orchestra , The Modernaires Five , Victor Ola-lya And His Cool Cats , Victor Uwaifo & His Pick Ups , Victor Uwaifo И Титибитис.
Считается музыкальной легендой Нигерии. Первый почетный комиссар по делам искусства, культуры и туризма в Нигерии.
Стал обладателем первого золотого диска в Африке (Joromi), выпущенного в 1965 году, и семи других золотых дисков в сериях Guitar Boy, Arabade, Ekassa и Akwete music. Имеет в общей сложности 12 золотых дисков. Гастролировал во многих странах, включая США, Россию, Японию, Великобританию, Болгарию, Румынию, ФРГ, Францию, Венгрию, Италию, Гану, Кот-д'Ивуар, Того, Бенин, Испанию и Канаду .
Увайфо был первым профессиональным музыкантом в Нигерии, получившим в 1983 году Орден Нигера. В 1995 г. во время празднования Золотого юбилея ООН был приглашён для выступления. Упоминается в Музыкальном словаре Гроува в разделах «Кто есть кто в Нигерии», «Кто есть кто в Африке», «Кто есть кто в Содружестве» и «Выдающиеся мужчины и женщины в Содружестве».

## Избранные музыкальные сочинения
- Victor Uwaifo — Ekassa Ebibi
- Victor Uwaifo — Oserie
- Victor Uwaifo — Osalobua Rekpama
- Victor Uwaifo — Oliha
- Victor Uwaifo — Joromi
- Victor Uwaifo — Jesu Joy and Hope of Man
- Victor Uwaifo — Iye Iye Oh
- Victor Uwaifo — Agege Ogiobo
- Victor Uwaifo — Do Amen Do
- Victor Uwaifo — Do Lelezi